# Vsevolod Poedovkin
Vsevolod Illarionovitsj Poedovkin (Russisch: Всеволод Илларионович Пудовкин) (Penza (Rusland), 28 februari 1893 - Riga, 30 juni 1953) was een Russische filmregisseur en filmtheoreticus. Hij wordt beschouwd als een van de drie grote meesters van de stomme film in de Sovjet-Unie, samen met Sergej Eisenstein en Oleksandr Dovzjenko.

## Biografie
Poedovkin studeerde natuur- en scheikunde aan de Moskouse universiteit, maar sloot zijn studie door het uitbreken van de Eerste Wereldoorlog niet af. In 1915 raakte hij als soldaat aan het front gewond en werd hij door het Duitse leger gevangengenomen. Tijdens zijn drie jaren durende krijgsgevangenschap ensceneerde hij Het levende lijk van Leo Tolstoj. In 1918 keerde hij terug naar Rusland en werkte hij eerst als scheikundige. Sedert 1920 studeerde hij aan de staatsfilmschool. Daarna werkte hij bij het experimentele filmlaboratorium van Lev Koelesjov, onder wiens invloed hij zijn ideeën over de toepassing van montage als techniek begon te ontwikkelen. Zijn eerste film, Schaakkoorts werd in 1925 geproduceerd. Het volgende werk, een documentaire, was getiteld De mechaniek van de hersenen en heeft de reflextheorie van Ivan Pavlov als onderwerp.
Met de verfilming van Maksim Gorki's verhaal De moeder werd Poedovkin wereldberoemd. Deze film behoort naast Pantserkuiser Potemkin van Sergej Eisenstein tot de belangwekkendste films van de filmgeschiedenis van de Sovjet-Unie. De moeder werd in 1958 tijdens de internationale filmtenstoonstelling in Brussel tot een van de zes beste films aller tijden gekozen.
Vanaf de beginjaren 30 ging Poedovkin over op het produceren van geluidsfilms, meestal op Stalinistische leest geschoeid. Slechts eenmaal waagde hij het om buiten het systeem om te gaan met de film De moordenaars zijn onderweg, de eerste Brecht-verfilming in de Sovjet-Unie. Deze film werd verboden. Een ernstig auto-ongeluk bracht in 1932 bijna een einde aan zijn leven.
Naast zijn werk als regisseur en bij gelegenheid ook als acteur, werd Poedovkin bekend als filmtheoreticus. Hij schreef als zodanig drie boeken en talrijke vakartikelen. Evenals Eisenstein maakte Poedovkin gebruik van montagetechniek, zij het minder opvallend. In 1945 werd hij -zijnde lid van de Communistische Partij sinds 1932- onderscheiden in de Orde van de Lenin- en Stalinprijs.

## Filmografie
- Straal des doods (1925) (Луч смерти)
- De moeder (1926) (Мать)
- Het einde van Sint-Petersburg (1927) (Конец Санкт-Петербурга)
- Storm over Azië (1928) (Потомок Чингисхана)
- Een normaal geval (1932)
- De deserteur (1933)
- Minin en Pozjarski (1939)
- Soevorov (1940)
- De moordenaars zijn onderweg (1942)
- Admiraal Nachimov (1946)
- Drie ontmoetingen (1948)
- Heerser over de luchten (1951)